# Desaparecidos

Les desaparecidos (« disparus ») sont des personnes victimes de disparition forcée, qui ont été secrètement arrêtées et tuées en Argentine pendant la « guerre sale », entre 1976 et 1983 sous la dictature militaire du général Videla.
Ce nom a également été donné aux personnes qui ont disparu au Mexique lors de la guerre contre la drogue menée depuis 2006. On estime à 60 000 le nombre de « desaparecidos » dans ce pays.

## Définition
La « Convention interaméricaine sur la disparition forcée de personnes », signée en 1994, le considère comme un crime contre l'humanité imprescriptible et le définit comme suit : 
« Est appelée disparition forcée la privation de la liberté d'une ou plusieurs personnes, quelle que soit sa forme, commise par des agents de l'État ou par des personnes ou des groupes de personnes qui agissent avec l'autorisation, l'appui ou l'agrément de l'État, suivie de l'absence d'information ou du refus de reconnaître ladite privation de liberté ou d'informer sur l'endroit où se trouve la personne, par lequel on empêche l'exercice des recours légaux et des garanties de procédure pertinentes. »

## Contexte

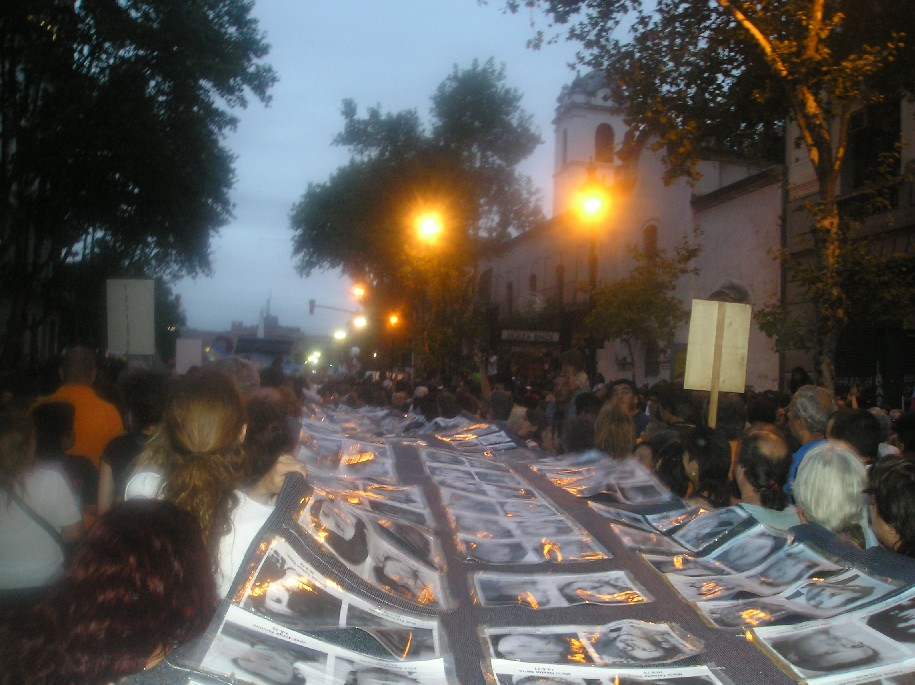
Défilé avec des photos de disparus lors du trentième anniversaire du coup d'État de 1976

Pendant l'auto-proclamé Processus de réorganisation nationale (1976-1983), le gouvernement formé par la junte militaire lança la persécution politique, l'enlèvement et l'assassinat secret de personnes pour des motifs politiques et religieux dans le cadre de ce que l'on connaît comme la guerre sale en Argentine. Ces pratiques sont communes à toutes les dictatures d'Amérique latine avec l'Opération Condor et l'Opération Charly.
La raison pour laquelle un état totalitaire recourt à cette méthode est due à la suppression de tout droit : sans corps du délit, l'impunité est garantie, l'ignorance des faits empêche les familles et la société de mener des actions légales, sème la terreur parmi les victimes et dans la société, et maintient séparés les citoyens face à l'État. La disparition transforme l'opposant en homo sacer, c'est-à-dire une personne que l'on peut assassiner impunément (Agamben, 1997).
La tactique militaire qui consiste à faire disparaître les opposants est une méthode répressive qui se fonde essentiellement sur l'absence de connaissance des faits. Pour cela, savoir ce qui s'est passé, garder la mémoire de faits et exiger la vérité sont devenus les revendications principales des victimes et des organisations des droits de l'homme. Une des consignes qui reflète cette préoccupation, chantée lors des manifestations de protestation contre le gouvernement militaire, était : « Les disparus, qu'ils disent où ils sont ! »
La « disparition » des personnes engendre une situation d'aggravation de la répression et des blessures, due aux difficultés pour les proches de « considérer comme mort » les personnes disparues et finalement considérer comme achevée la quête de leurs restes et la certitude de ce qui s'est réellement passé.
La disparition de personnes comme méthode de répression a été introduite en Argentine par l'école militaire française dès la fin des années 1950, dans la transmission des tactiques militaires employées et perfectionnées pendant la guerre d'indépendance d'Algérie. À partir des années 1990, elle s'est généralisée par le biais de l'École militaire des Amériques.

## Les prémices de la disparition forcée en Argentine: un processus débuté avant leProceso
Lors du Proceso de Reorganizacion Nacional en Argentine qui voit l'ascension au pouvoir de la Junte militaire entre 1976 et 1983, le processus de disparition forcée est utilisé à grande échelle en Argentine. La pratique de la disparition forcée avait déjà commencé avant le début de la dictature en Argentine, notamment dès 1975 sous le gouvernement d'Isabel Peron. De fait acculé face à la crise économique et sociale, le gouvernement d'I. Peron met en place la répression armée de la guerilla (ERP et Montoneros) dès 1975 avec la mission « Operacion Independencia » dans la province de Tucuman. Cette opération de répression est ensuite reprise à plus vaste échelle dès le début de la dictature. Il faut bien noter qu'en décembre 1975, selon les rapports de police, l'opposition armée de la guerilla est déjà presque annihilée. Pour autant, la Junte reprend les pratiques de répression initiées sous le gouvernement d'I. Peron, et les met en place à grande échelle dans tout le pays.

## Pratique de la disparition forcée
Les opérations d'arrestation étaient effectuées généralement par des militaires ou des paramilitaires lourdement armés qui se déplaçaient en automobiles par groupe de quatre ou cinq personnes. Ils obtenaient à l'avance des forces de sécurité qu'elles libèrent la zone où ils allaient agir. Ils capturaient leurs victimes dans la rue, dans les bars, les cinémas, chez eux ou dans le lieu où elles se trouvaient.
Une fois arrêtés, ces personnes étaient transportées dans un Centre de détention clandestin (leur nombre est estimé à 610), où on les interrogeait suivant un régime de torture systématique. Finalement, dans la majorité des cas, elles étaient assassinées et on faisait disparaître leurs corps soit au moyen des vols de la mort, soit en les enterrant dans des fosses communes ou comme inconnus.
Les premières années, bien que les médias aient accepté de ne pas révéler ce qui se passait, ils publiaient parfois des nouvelles d'arrestation de personnes ou de découverte de cadavres,,.
Lorsqu'une opposante était enceinte, l'accouchement avait lieu en prison, et le bébé était placé dans une famille de policiers ou de militaires. On compte plus de 500 enfants ainsi volés à leur famille. Souvent, la mère était jetée en pleine mer, nue, peu après l'accouchement. Plusieurs responsables argentins ont été condamnés pour ces vols de bébés.

## Nombre de disparus
D'après la CONADEP (Commission nationale sur la disparition de personnes), créée à la fin de la dictature par le gouvernement constitutionnel de Raúl Alfonsín, le nombre de disparus — en accord avec la quantité de plaintes déposées par les victimes et leurs proches — est de 8 961 personnes, mais des groupes de défense des droits de l'homme, comme le Mouvement des mères de la place de Mai et le Servicio Paz y Justicia, estiment qu'il y eut 30 000 disparus. Un rapport de l'intelligence chilienne estime le nombre de disparus à 22 000 personnes en 1978, d'après un rapport des États-Unis. Jusqu'en 2003, le secrétariat des Droits de l'homme d'Argentine avait enregistré 13 000 cas.
Le rapport de la Commission nationale sur la disparition de personnes, CONADEP, met en évidence que les victimes étaient dans la grande majorité des jeunes de moins de 35 ans, ouvriers ou étudiants, et qu'ils ont été le plus souvent arrêtés dans leur domicile la nuit.
Parmi les victimes de la dictature militaire en Argentine, vingt personnes sont françaises : Marcel Amiel, Robert Boudet, Jean-Yves Claudet Fernández, Françoise Dauthier, Yves Domergue, sœur Alice Domon, sœur Léonie Duquet, Pedro Dufau, Andrés Roberto Duro, Marie-Anne Erize, Maurice Jeger, Mario Roger Julien Cáceres, père Gabriel Longueville, Pierre Pegneguy, Juan Roger Peña, Cecilia Rotemberg, Jean Marcel Soler et les frères Marcel, Paul et Raphaël Tello. Seuls deux corps ont été retrouvés depuis : sœur Léonie Duquet en 2005 (enlevée le 10 décembre 1977) et Yves Domergue en 2010 (enlevé en septembre 1976).

## Poursuites judiciaires hors d'Argentine
Pendant plus de 25 ans, les lois d'impunité, comme la loi d'obéissance due et la loi de point final empêchaient de poursuivre devant les tribunaux argentins les accusés de crime de séquestration, disparition forcée, torture, assassinat au cours des années de la dictature militaire. Pour cette raison, les organismes de droits de l'homme et les associations de familles de disparus ont cherché de l'aide hors d'Argentine, pour obtenir la vérité et la justice. Depuis 1985, des informations judiciaires ont été ouvertes en Italie pour les citoyens d'origine italienne disparus en Argentine. Le premier procès s'est conclu à Rome le 6 décembre 2000 avec la condamnation à perpétuité des généraux Carlos Guillermo Suárez Mason et Omar Riveros. Lors de ce jugement, le tribunal de Rome a aussi condamné à 24 ans de prison Juan Carlos Gerardi, José Luis Porchetto, Alejandro Puertas, Héctor Oscar Maldonado y Roberto Julio Rossin, coupables d'homicide dans l'affaire Martino Mastinu. 
En France aussi, un procès a eu lieu contre la dictature argentine, pour l'enlèvement et l'assassinat de deux religieuses françaises. Le lieutenant de frégate Alfredo Astiz, surnommé « L'ange de la mort », a été condamné à la prison à perpétuité. En Espagne, les procès débutèrent en 1996 et après plus de huit ans le verdict rendu le 19 avril 2005 condamne à la prison à perpétuité l'ancien capitaine de frégate Adolfo Francisco Scilingo, qui avait décrit les vols de la mort auxquels il avait participé.
En Allemagne, le 11 juin 2001, le tribunal de Nuremberg a ordonné la capture internationale du général Carlos Guillermo Suárez Mason pour sa responsabilité dans l'assassinat de la sociologue allemande Elisabeth Kaesemann en mai 1977 à Buenos Aires. Plus tard, le 21 décembre 2001, le même tribunal a ordonné l'arrestation de l'amiral Emilio Eduardo Massera, du colonel Pedro Alberto Durán Saenz et du général Juan Bautista Sasiain, pour leur responsabilité dans l'assassinat d'Elisabeth Kaesemann. Les demandes d'extradition de ces accusés vers l'Allemagne ont été rejetées par le pouvoir judiciaire argentin. Le 28 novembre 2003, à la demande de la Cour de Nuremberg, le tribunal a ordonné l'arrestation de l'ex-président de la junte militaire Jorge Rafael Videla, de l'amiral Emilio Eduardo Massera et de Carlos Guillermo Suárez Mason, pour leur responsabilité dans les meurtres des citoyens allemands Elisabeth Käsemann et Claus Zieschank.
Les jugements en Europe ont rempli un rôle important de pression sur le pouvoir judiciaire et sur le gouvernement argentin, qui ont fini par annuler, 30 ans après le coup d'État, les lois d'impunité, pour juger dans leur propre pays les accusés de crime contre l'humanité sous la dictature militaire, et ainsi éviter les extraditions réclamées par d'autres pays comme l'Italie, la France, l'Espagne ou l'Allemagne.

## Dans la culture

### Chansons
- Dinosaurios (1983), chanson du musicien argentin Charly García dans son album Clics Modernos[14].
- La chanson Los desaparecidos du groupe Mana
- Disparue (1984), chanson du chanteur Jean-Pierre Mader
- Desaparecido ( 1998 ), chanson du chanteur Manu Chao
- Garage Olimpo (1999), film de Marco Bechis.

### Romans
- Morris West, Proteo, 1979[15].
- Jacobo Timerman, Preso sin nombre, celda sin número, 1982Sur sa propre disparition dans les centres clandestins de détentions de la dictature argentine de 1976-1983
- Hélène Grémillon, La garçonnière, 2013.
- Martin Caparros, À qui de droit, 2017.
- Caryl Férey, Mapuche, 2012.

### Films
- 2007 : Aparecidos film d'horreur espagnol, argentin et suédois sur les disparitions en Argentine (Guerre sale 1976-1983), écrit, réalisé et dirigé par Paco Cabezas (en).
- 1985 : L'Histoire officielle de Luis Puenzo.

### Hors Argentine
D'autres œuvres artistiques mentionnent la disparition forcée dans d'autres parties du monde.
- Missing (1982), film de Costa-Gavras sur les disparitions au Chili sous Pinochet.
- Desapariciones (1984), chanson écrite par le musicien panaméen Rubén Blades, en référence aux disparitions au Panamá, reprise par le groupe argentin, Los Fabulosos Cadillacs et par Sergent Garcia entre autres.
- Los Desaparecidos (1984), chanson du musicien américain Steven Van Zandt, parue sur l'album Voice Of America.
- They Dance Alone (1988), chanson du musicien britannique Sting, centrée sur les mères des disparus chiliens.
- Kamchatka, (2002)  film de Marcelo Piñeyro relatant l'histoire d'une famille qui tente de se cacher et d'échapper aux militaires après l'enlèvement de proches.